# 965 Angelica
965 Angelica là một tiểu hành tinh bay quanh Mặt Trời.